# Neaprix insolens
Neaprix insolens är en stekelart som beskrevs av Ian D. Gauld 1984. Neaprix insolens ingår i släktet Neaprix och familjen brokparasitsteklar. Inga underarter finns listade i Catalogue of Life.